# Vincent de Paul Wehrle
Vincent de Paul Wehrle OSB (* 19. Dezember 1855 in Berg, Kanton St. Gallen, Schweiz als Johann Baptist Wehrle; † 2. November 1941) war ein US-amerikanischer Ordensgeistlicher und erster Bischof von Bismarck, North Dakota.

## Leben
Johann Baptist Wehrle trat nach dem Abschluss des Gymnasiums im Kloster Einsiedeln in den Benediktinerorden ein und nahm den Ordensnamen Vincent de Paul an. Am 2. September 1876 legte er die zeitliche und drei Jahre später die ewige Profess ab. Am 23. April 1882 empfing er das Sakrament der Priesterweihe.
Nach der Priesterweihe entsandte ihn der Orden als Missionar in die Vereinigten Staaten. Er war zunächst in Arkansas und Indiana tätig und kam dann nach North Dakota, wo er 1893 eine klösterliche Niederlassung gründete. Sechs Jahre später wurde das Kloster nach Richardton verlegt und erhielt 1901 den Status eines Priorats. Wehrle wurde Prior und mit der Erhebung zur Abtei im Jahr 1903 deren erster Abt.
Papst Pius X. ernannte ihn am 9. April 1910 zum ersten Bischof des neugegründeten Bistums Bismarck. Die Bischofsweihe spendete ihm der Erzbischof von Saint Paul, John Ireland, am 19. Mai desselben Jahres; Mitkonsekratoren waren der Bischof von Duluth, James McGolrick, und der Bischof von Saint Cloud, James Trobec.
Am 11. Dezember 1939 trat er als Bischof von Bismarck zurück und wurde zum Titularbischof von Teos ernannt.